# Argyresthia undulatella
Argyresthia undulatella is een vlinder uit de familie van de pedaalmotten (Argyresthiidae). De wetenschappelijke naam van de soort werd in 1874 gepubliceerd door Victor Toucey Chambers.